# Johannes Kaiser (homme politique chilien)
Pour les articles homonymes, voir Johannes Kaiser et Kaiser.
Johannes Maximilian Kaiser Barents‐von Hohenhagen (né sous le nom de Johannes Maximilian Kaiser Barents à Santiago le 5 janvier 1976) est un homme politique chilien, fondateur du Parti national libertarien,, et ancien membre du Parti républicain,,. Depuis mars 2022, il est député de la République, représentant le district n° 10 de la région métropolitaine de Santiago.
Il quitte temporairement le Parti républicain en 2022 après avoir tenu des propos controversés sur le droit de vote des femmes, puis définitivement en 2024 en raison de désaccords politiques. Il fonde en 2024 le Parti national libertarien, qui se veut plus radical que son ancien parti.
Il est décrit par certains médias comme un homme politique ultraconservateur, populiste et pinochétiste ainsi qu'appartenant à l'extrême droite,,.
Kaiser se définit lui-même comme « réactionnaire ». Parmi ses positions, il revendique son soutien au coup d’État de 1973,, au droit de porter des armes et l'opposition au droit à l'avortement,,. Il se déclare aussi paléo-libertarien, social-conservateur et minarchiste quant au rôle de l'État. Il s'inspire idéologiquement du président argentin Javier Milei.

## Premiers ans et vie personnelle

### Histoire familiale
Né le 5 janvier 1976 à Santiago de Chile, Johannes Kaiser est le fils aîné de Juan Cristián Kaiser Wagner et de Rosmarie Barents-von Hohenhagen, tous deux d'origine germano-chilienne,,.
Ses grands-parents paternels sont Rosemarie Wagner Schilling, une germano-chilienne de quatrième génération, et Friedrich Ernst Kaiser Richter, immigré allemand originaire de Wurtemberg qui arriva au Chili en 1936 en tant que réfugié politique après l'arrivée d'Adolf Hitler au pouvoir en Allemagne,. Il s'est marié en avril 1939 et s'est installé à Villarrica, dans le sud du Chili, où il fut ultérieurement élu maire de la ville, exerçant entre mai 1956 et octobre 1957.
Son père a milité au sein du Parti national, en tant que dirigeant du mouvement de jeunesse du parti.
Il est le frère de l'avocat, analyste politique et écrivain Axel Kaiser, de l'ancienne conseillère de Las Condes, Vanessa Kaiser, de Leif Kaiser, dirigeant de l'Association chilienne du tir et de trois autres frères et sœurs de moindre notoriété.
Dans un portrait de La Tercera, il raconte son début d'adolescence avec amertume en raison des problèmes de santé mentale de sa mère et de l'absence de son père, qui a continué à travailler dans la capitale pendant que sa famille construisait sa vie dans le sud. Il leur rendait visite le week-end et montrait à ses enfants les propriétés qui, selon lui, leur avaient été expropriées par lors de la de réforme agraire de 1962.

### Formation et emplois
Il a passé ses premières années dans différentes écoles, dont l'école allemande Sankt Thomas Morus, le Colegio Alemán de Santiago, ainsi que dans les villes de Villarrica et Temuco. Il termina ses deux dernières années d'enseignement secondaire à l'École militaire du Libertador Bernardo O'Higgins. En 1995, il s'inscrit en droit à l'Université Finis Terrae de Santiago, formation qu'il ne termina pas, puis se rend en Allemagne pour étudier à l'Université de Heidelberg, formation également inachevée,.
Il s'installe ensuite à Innsbruck (Autriche), où il occupe divers emplois temporaires tels que serveur, réceptionniste d'hôtel, ouvrier du bâtiment, vendeur de voitures (neuves et d'occasion), administrateur de restaurant et journaliste sportif indépendant pour le club de football Wacker Innsbruck.
Selon sa biographie, il a suivi des cours dans diverses disciplines (sciences politiques, philosophie, sociologie, économie, histoire et droit) à l'Université d'Innsbruck, sans obtenir de diplôme. La même université a indiqué en avril 2022 que Kaiser avait été inscrit en sciences politiques (2001–2015), en histoire (2001–2004) et en droit (2014–2019) sans y être diplômé,.
En septembre 2013, il crée le canal YouTube « El Nacional‐Libertario », qui compte plus de 100 000 abonnés et où il diffuse, depuis novembre 2016, un programme politique. Il y a également publié le documentaire qu'il a réalisé sur l'histoire familiale de l'ex-brigadier de l'armée, Miguel Krassnoff Martchenko, intitulé « Les cosaques et Miguel Krassnoff : l'histoire non racontée ».
En 2017, il se rapproche de l'homme politique José Antonio Kast et, en 2019, commence à militer dans le Parti républicain,. Il avait auparavant été membre de l'Union démocrate indépendante.

### Mariage, relations et enfants
En 2022, il se marie avec Ivette Avaria Vera, qu'il a rencontrée la même année, et en 2023, leur fille Helena Josefina naît. Ivette Avaria était conseillère à l'UDI et a 11 ans de moins que lui. Il a également deux enfants nés avant ce mariage. Les membres de sa famille se sont convertis au Christianisme orthodoxe depuis d'autres confessions à différents moments,.

## Carrière politique
En 2021, il revient au Chili pour se présenter aux élections parlementaires en tant que candidat à la députation pour le district n° 10 de la région métropolitaine de Santiago sous l'étiquette du Parti républicain. Il obtient 26 709 voix, ce qui lui permet d'être élu.
Le 24 novembre 2021, trois jours après les élections et dans le contexte de la campagne pour la seconde tour présidentielle, José Antonio Kast annonce que Johannes Kaiser sera soumis au tribunal suprême du Parti républicain pour évaluer sa permanence, à la suite de la diffusion virale d'un extrait vidéo de 2018 au cours duquel Kaiser critique les femmes qui votent pour des partis pro-immigration, dans le contexte des agressions sexuelles perpétrées en Allemagne en 2015 et 2016, et s'interroge sur le bien fondé du droit de vote des femmes. Face aux réactions négatives, qui dénonce des propos misogynes, le député élu annonce sa démission du Parti républicain. Des années plus tard, il expliquera qu'il n'avait pas ridiculisé le vote féminin, mais qu'il critiquait de manière sarcastique  les personnes qui votent « contre leurs propres intérêts ».
Le 11 mars 2022, il prend ses fonctions de député et siège dans les commissions permanentes des Droits humains et des Peuples autochtones, de la Défense nationale, du Gouvernement intérieur et de la Régionalisation ainsi que de l'Éthique et de la Transparence. Il reste dans le groupe parlementaire du Parti républicain en tant qu'indépendant malgré sa première démission.
Le 9 septembre 2022, son retour au Parti républicain est annoncé,.
Lors du référendum constitutionnel de 2023, Kaiser annonce son vote pour l'option « Contre », tout en précisant qu'il ne ferait pas campagne par respect pour le parti (dont la direction avait choisi l'option « Pour »). Le projet de Constitution, bien que rédigé principalement par l’extrême droite et la droite chilienne, lui semblait être de gauche.
En conséquence, le parti le sanctionne en le retirant des commissions législatives pour avoir explicitement voté contre l'option adoptée par sa direction, ce qui le conduit à démissionner à nouveau de son parti le 9 janvier 2024.
Le 19 février 2024, il annonce sur Radio Agricultura qu'il envisage de se présenter comme précandidat présidentiel et de participer aux éventuelles primaires de l'opposition pour l'élection présidentielle de 2025,,,,,,,.

Logotype du Parti national libertarien.

Le 7 juin de la même année, il a recueilli les signatures pour inscrire auprès du Service électoral du Chili le Parti national libertarien,,,,,,, ce qui a été officialisé le 12 du même mois,. Les députés Gonzalo de la Carrera et Gloria Naveillán sont devenus membres fondateurs du parti, auxquels se sont ajoutés Cristóbal Urruticoechea Ríos et Leonidas Romero Sáez, portant ainsi le total à cinq députés.
Bien que sa candidature aux primaires conjointes avec la candidate de Chile Vamos pour l'élection présidentielle de 2025 ait été envisagée, cette option a été abandonnée à la suite de l'approbation du projet de réforme des retraites par cette coalition. Toutefois, Kaiser a exprimé son ouverture à une primaire avec des candidats du Parti social chrétien et du Parti républicain.

## Historique électoral
| Année | Type                                 | Territoire   | Coalition               | Parti | Votes  | %    | Résultat |
| ----- | ------------------------------------ | ------------ | ----------------------- | ----- | ------ | ---- | -------- |
| 2021  | Élections parlementaires pour député | 10e district | Frente Social Cristiano | PRCh  | 26 610 | 5,82 | Élu      |